# Design rule for Camera File system
Design rule for Camera File system (DCF) je specifikace, která definuje systém a formát souborů digitálních fotoaparátů, který používá většina výrobců. Obsahuje strukturu adresářů, způsob pojmenování souborů, formát souborů a metadat. Formát souborů je založen na specifikaci Exif 2.21.

## Vývoj
První verzi DCF 1.0 uvedla asociace JEIDA v prosinci 1998. Byla založena na standardu Exif 1.0, ale lépe definovala pravidla pro správu souborů a zajistila kompatibilitu mezi systémem souborů používaným u různých fotoaparátů. Tato verze používala výhradně barevný model sRGB.
Nová verze DCF 2.0 (uvedena v září 2003) dovolovala použít kromě sRGB i Adobe RGB.

## Struktura souborů podle DCF
Kořenový adresář v digitálním fotoaparátu obsahuje adresář DCIM (Digital Camera Images), kde se nachází jeden nebo více podadresářů nazvaných například „123ABCDE“. Žádné dva adresáře nemají na začátku stejný trojciferný kód. Písmena následující za tímto kódem se většinou vztahují k výrobci fotoaparátu. Každý soubor s číslem 1234 se jmenuje třeba „ABCD1234“.
Touto specifikací se řídí většina výrobců. Například u fotoaparátu Nikon D40 je kořenový adresář pojmenován „NIKOND40“, ve kterém se nachází podadresář „DCIM“. Ten obsahuje další podadresář s názvem „100NCD40“, kde jsou uloženy samotné fotografie. Tyto soubory jsou pojmenovány „DSC_xxxx“, kde xxxx reprezentuje číslo v sekvenci.